# Pithyotettix euxinus
Pithyotettix euxinus är en insektsart som beskrevs av Alexander Fyodorovich Emeljanov 2000. Pithyotettix euxinus ingår i släktet Pithyotettix och familjen dvärgstritar. Inga underarter finns listade i Catalogue of Life.